# ヤマハ・YZF-R17
クラブ-ヤマハ・YZF-R17（ワイゼットエフ-アールじゅうなな）は、SUGOのYZF-R17キットを装着したYZF-R7の車体にYZF-R1のエンジンを換装した、鈴鹿8時間耐久ロードレースのXX-FおよびDiv.1クラス（共に当時）への参戦用の大型自動二輪レーサー（競技用車両）である。

## 概要
YZF-R17は、改造範囲無制限のXX-FおよびDiv.1クラスのために、YZF-R7の車体にYZF-R1のエンジンを搭載して製作された。当時のYZF-R1はスーパーバイク対応のフレームではなかったため、このような構成を選ぶヤマハ系のチームがいくつか存在した。エンジンも様々な年式のものが存在した。2004年式以降のYZF-R1(5VY)以降がスーパーバイク対応のフレームとなりXX-Fクラスもなくなったため姿を消した。

## 諸元
下記はCLUB YAMAHA MOTERCYCLE TEAMの車両のスペック
- 型式 YZF-R17
- 全長 2060mm
- 全幅 720mm
- 全高 1125mm
- 軸間距離 1400mm
- シート高 840mm
- 最低地上高 120mm
- 乾燥重量 176kg
- エンジン種類 4サイクル/水冷/DOHC/20バルブ
- 気筒数配列 並列4気筒
- 総排気量 998cc
- 内径×行程 77.0mm×53.6mm
- 圧縮比 11.0:1
- 燃料供給 -
- 最高出力 - PS/- rpm
- 最大トルク -kg-m/- rpm
- 燃料タンク容量 23.0L
- エンジンオイル容量 4.0L
- 第1速 2.235
- 第2速 1.895
- 第3速 1.667
- 第4速 1.435
- 第5速 1.292
- 第6速 1.174
- 減速機　歯車形式 チェーンドライブ
- 減速比 2.294
- フロントタイヤ 120/70ZR17
- リアタイヤ 180/55ZR17
- フロントブレーキ 油圧式ダブルディスク
- リアブレーキ 油圧式シングルディスク